# Татарбаєво
Татарба́єво (рос. Татарбаево, башк. Татарбай) — село у складі Мішкинського району Башкортостану, Росія. Адміністративний центр Мавлютовської сільської ради.
Населення — 445 осіб (2010; 546 у 2002).
Національний склад:
- татари — 94 %